# Das blaue Zimmer (1914)
Das blaue Zimmer ist ein deutsches Stummfilm-Melodram aus dem Jahre 1914 mit Friedrich Fehér.

## Handlung
Auf dem Ball des Grafen Raden umwirbt Graf Wehl heftig die junge Komtesse Mary Brandt, die jedoch kein Interesse zeigt und ihm eine deutliche Abfuhr erteilt. Am nächsten Morgen findet Mary ihren alten Vater am Boden zerstört vor; das Bankhaus, dem er sein Vermögen anvertraut hat, ist aufgrund von betrügerischen Machenschaften des Besitzers de facto pleite. Schließlich kommt der gesamte Besitz des Grafen Brandt unter den Hammer, und Mary, eine begeisterte Reiterin, muss sich sogar von ihrem Lieblingspferd trennen. Die beiden obdachlos gewordenen Adeligen finden eine Unterkunft in einem bescheidenen Landgut. Graf Brandt macht sich Sorgen um die Zukunft seiner Tochter, da sie als bettelarme Gräfin kaum mehr einen standesgemäßen Gatten abbekommen würde. Da trifft es sich gut, dass Graf Wehl einen zweiten Versuch bei Mary wagt. Und diesmal sagt sie ja; nicht etwa aus neu erwachter Liebe, sondern einzig und allein aus Berechnung.
Die Ehe verläuft erwartungsgemäß unglücklich, und Graf Wehl nimmt sich schließlich das Leben, als er feststellen muss, dass er niemals die Liebe dieser Frau, seiner Gattin, erlangen wird. Wenigstens eine reiche Witwe, denkt sich Mary, doch nichts dergleichen! Graf Wehl hat vorgesorgt und im Testament festgelegt, dass sie erst dann in den Besitz des Erbes kommen werde, wenn sie bis zu einem bestimmten Zeitpunkt einem Kind das Leben schenken werde. Ansonsten falle sein Besitz in die Hände seines jüngeren Bruders.
Eines Tages passiert ein junger Maler den angrenzenden Wald, den er zu Studienzwecken aufgesucht hat. Es ist schon spät, und das nächste Dorf recht weit. Da sieht er das Wehl‘sche Schloss und klopft dort an, mit der Bitte, dort übernachten zu dürfen. Man bietet ihm das blaue Zimmer an, das von einer hübschen, jungen Zofe zur Nacht hergerichtet wird. Die Zofe ziert sich nicht übermäßig und verbringt die Nacht mit dem Maler im Bett. Am nächsten Morgen möchte sich der Künstler bei der Hausherrin für die gewährte Gastfreundschaft bedanken, doch ihm wird beschieden, dass Madame Komtesse bereits frühmorgens abgereist sei. Der Kammerdiener betätigt sich als Schlossführer und zeigt dem Gast die hochherrschaftlichen Räume mitsamt gräflicher Ahnengalerie. Auch ein Bildnis der derzeitigen Herrin prangt an der Wand. Und diese Dame hat unglaubliche Ähnlichkeit mit des Malers Zofe von letzter Nacht...
Neun Monate später, Gräfin Brandt alias Wehl hat soeben auf einem fernab gelegenen Landgut ein Kind zur Welt gebracht. Nun kehren Mutter und Baby ins feudale Eigenheim zurück. Wie es der Zufall will befindet sich auch der Maler wieder in der Nähe und erkennt bei flüchtiger Begegnung die Gesichtszüge seines One-Night-Stands, der „Zofe“. Von seiner Wirtin erfährt der Maler die gesamten Zusammenhänge mit der gräflichen Witwe, dem Testament und den dazugehörigen Bedingungen und ist angewidert. Er kommt sich vor wie der Deckhengst, der zur Erbsicherung „benutzt“ worden ist. In seinem Mannesstolz zutiefst verletzt, verlangt es den Maler nach Rache. Er schwingt sich über die Schlossmauer und schleicht der lustwandelnden Gräfin nach. Im kleinen, abgelegenen Gartentempel lässt sie sich kurz nieder. Da öffnet sich die Tür und vor ihr steht – ihr einstiger Kurzzeitlover ! Mary ist völlig überrumpelt, kann nicht glauben, wen sie da sieht. Der Maler faltet die vorgebliche „Zofe“ zusammen, und mit jedem Hohn und Schimpf, der auf sie einprasselt, knickt Gräfin Mary vor Schuldbewusstsein in sich zusammen. Am Ende erkennt sie, dass sie diesen Mann zu lieben scheint. Noch scheint der Maler unversöhnlich, dann aber sagt er ihr: wenn sie sich von dem Erbe zu trennen bereit erklärt, so dass er die Aufrichtigkeit ihrer Gefühle glauben kann, dann werde er ihr gehören. Und nach vielem Hin und Her geschieht es so.

## Produktionsnotizen
Das blaue Zimmer entstand Anfang 1914 im Mutuskop-Atelier in Berlin-Lankwitz und passierte die Zensur im März 1914. Die Uraufführung dieses Dreiakters fand am 15. Mai 1914 statt.
Wer Regie geführt hatte, ist derzeit unbekannt.

## Kritik
„Sehr vornehm in seiner ganzen Art ist das Drama „Das blaue Zimmer“. Photographisch hübsch und in der Spielweise abgerundet. Fräulein Horska als die pikante Gräfin Brandt, Fritz Feher als der im Schloß übernachtende Maler zeichnen ein feines Zusammenspiel. Auch die Handlung ist ein aparter Gedanke. (…) Diese Fabel ist äußerst geschmackvoll und wirkungsvoll verfilmt.“